# Hasarius roeweri
Hasarius roeweri är en spindelart som beskrevs av Roger de Lessert 1925. Hasarius roeweri ingår i släktet Hasarius och familjen hoppspindlar. Inga underarter finns listade i Catalogue of Life.